# Jerzy Wunderlich

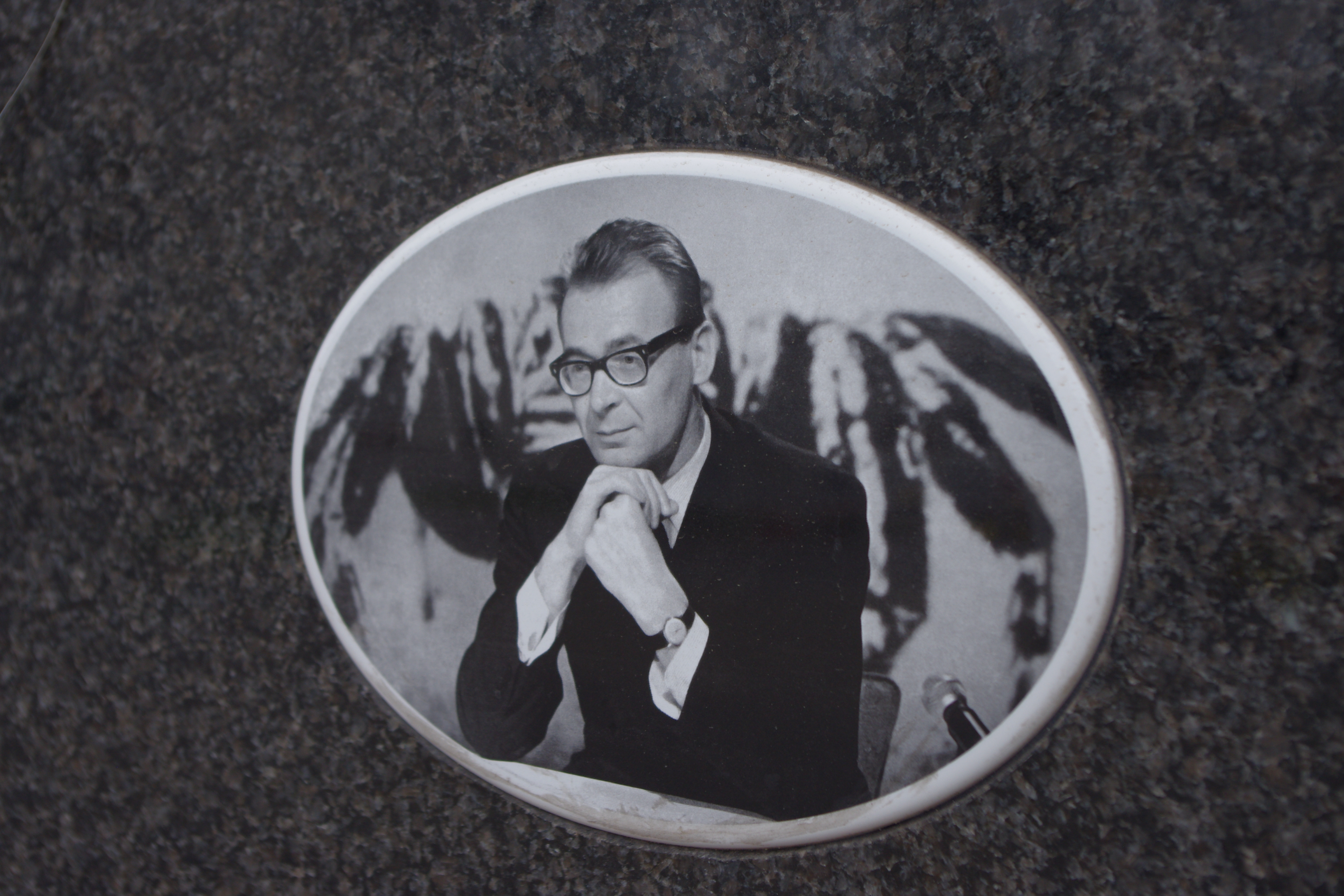
Fragment grobu Jerzego Wunderlicha na Cmentarzu Komunalnym Północnym w Warszawie

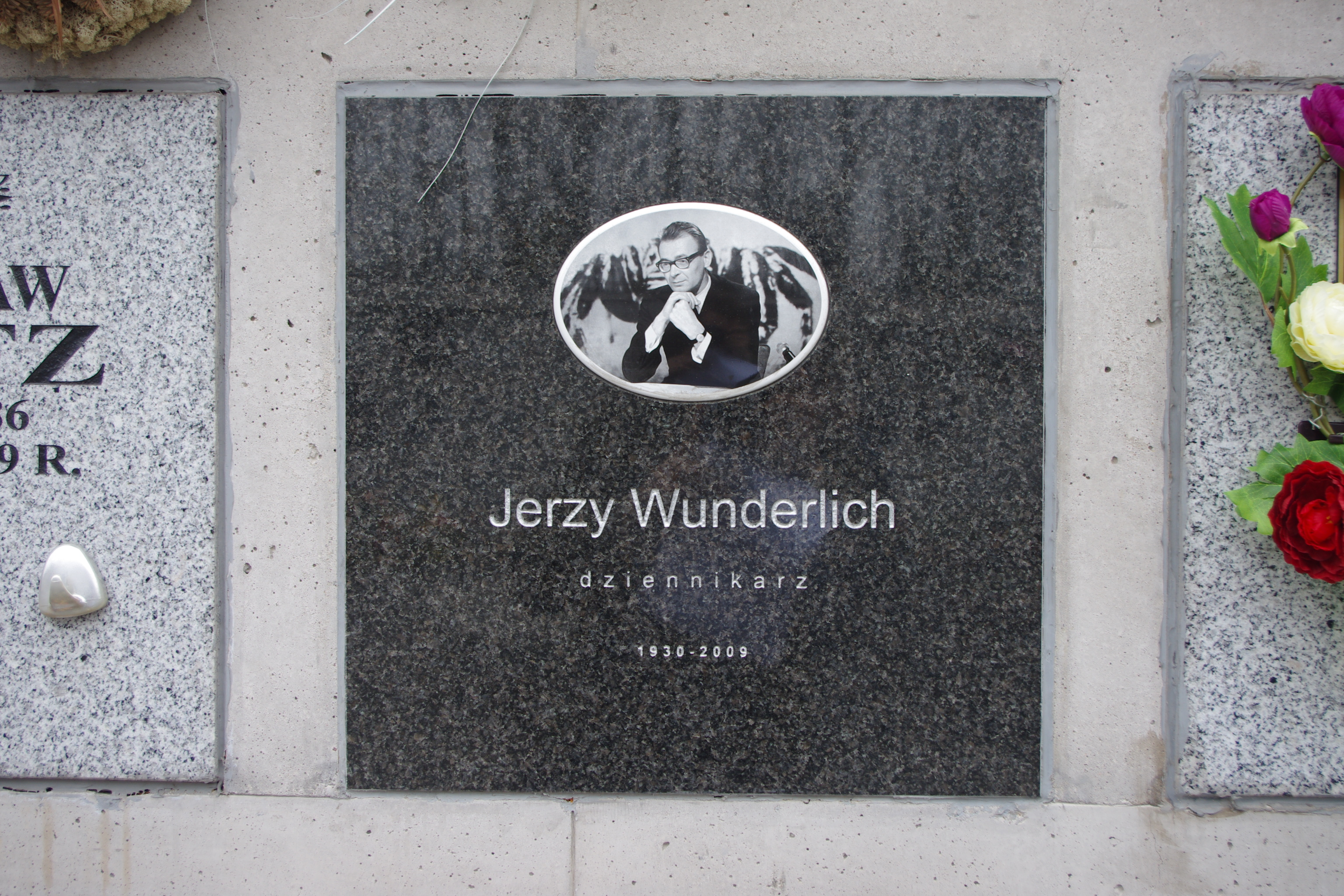
Grób Jerzego Wunderlicha na Cmentarzu Komunalnym Północnym w Warszawie

Jerzy Wunderlich, właśc. Włodzimierz Jerzy Wunderlich (ur. 1 października 1930 w Krakowie, zm. 12 kwietnia 2009 w Warszawie) – polski dziennikarz, popularyzator nauki, znany zwłaszcza jako współtwórca i prezenter magazynów telewizyjnych Eureka i Klinika zdrowego człowieka.

## Życiorys
Pracę zawodową rozpoczął w 1950 roku w redakcji „Sztandaru Młodych”, przez jakiś czas łącząc dziennikarstwo ze studiami. Odszedł z gazety w 1957 roku na znak protestu przeciw likwidacji „Po Prostu”, wraz z grupą kolegów zaangażowanych w październikową odnowę.
Po opuszczeniu „Sztandaru Młodych” pracował w „Expressie Wieczornym”, a w 1960 roku związał się z telewizją, gdzie pracował, pełniąc różne funkcje (za czasów prezesury Macieja Szczepańskiego był zastępcą dyrektora-redaktora naczelnego w Dyrekcji Programowej TVP), do 1990 roku. Był współtwórcą, kierownikiem redakcji i głównym prezenterem magazynu popularnonaukowego Eureka, redagowanego z przyjaciółmi – Teodorem Zubowiczem, Rafałem Skibińskim, Andrzejem Moszem. Prowadził program Klinika Zdrowego Człowieka, a także program Antena.
Po odejściu z telewizji, w latach 1991–1992 był redaktorem naczelnym miesięcznika „Zdrowie i Sukces”. Następnie związał się z izbami lekarskimi – w Okręgowej Izbie Lekarskiej w Warszawie pełnił funkcję rzecznika prasowego i redagował miesięcznik „Puls”, był także zastępcą redaktora naczelnego „Gazety Lekarskiej”. Jako publicysta popularyzujący ochronę zdrowia i nauki medyczne współpracował z miesięcznikami „Medycyna i Ty” i „Medycyna dla Ciebie” oraz z tygodnikiem „Kobieta i Życie”.
Wielokrotnie nagradzany i wyróżniany za twórczość telewizyjną: dwukrotnie „Złotym Ekranem”, Nagrodą Prezesa Rady Ministrów za Twórczość dla Dzieci i Młodzieży, nagrodami Polskiej Akademii Nauk, Stowarzyszenia Dziennikarzy Polskich. Odznaczony Krzyżem Kawalerskim Orderu Odrodzenia Polski i innymi odznaczeniami państwowymi. U schyłku kariery zawodowej rektorzy uczelni krakowskich uhonorowali go tytułem Phil Epistemoni (Przyjaciel Nauk). Okręgowa Rada Lekarska w Warszawie pośmiertnie przyznała mu Medal im. Jerzego Moskwy.

## Życie prywatne
Ojciec Joanny Olech, pisarki dziecięcej i Anny Wunderlich, scenografki.
Spoczywa na Komunalnym Cmentarzu Północnym w Warszawie (B-III-1-5-7 – kolumbarium).